# Soledad Villafranca
Soledad Villafranca Los Arcos (Aoiz, 1880-Barcelona, 1948) fue una propagandista anarquista española, ligada a la labor pedagógica de la Escuela Moderna fundada por Francisco Ferrer Guardia.

## Biografía
Hija de Josefa Los Arcos y de José Villafranca, militar progresista y librepensador navarro, Soledad Juliana fue la quinta de nueve hermanos.  Nació en Aoiz, donde su padre había sido trasladado como alcalde de la cárcel de esa localidad. Con su muerte en 1885, Josefa se trasladó con sus nueve hijos a Pamplona, en esa época una capital subdesarrollada, donde puso un estanco en la castiza plaza del Castillo. Siendo insuficientes las ganancias del negocio, se trasladaron a Barcelona, emergente metrópoli industrial. Allí, ella y sus hermanas Petra y María entraron en contacto con radicales anarquistas y republicanos, entrando a colaborar en el proyecto de la Escuela Moderna y convirtiéndose, quizá a partir de 1905, en compañera de «Ferrer i Guàrdia». En esa institución conocería también al anarquista Mateo Morral, bibliotecario de la Escuela, que según algunas fuentes se enamoró de ella –aunque sentimentalmente ligada a Ferrer– "hasta el punto de tramar el atentado del 31 de mayo de 1906 contra Alfonso XIII de España a la salida de su boda con Victoria Eugénia", e implicándola en el delito por una carta a ella dirigida antes de realizar el intento de magnicidio.

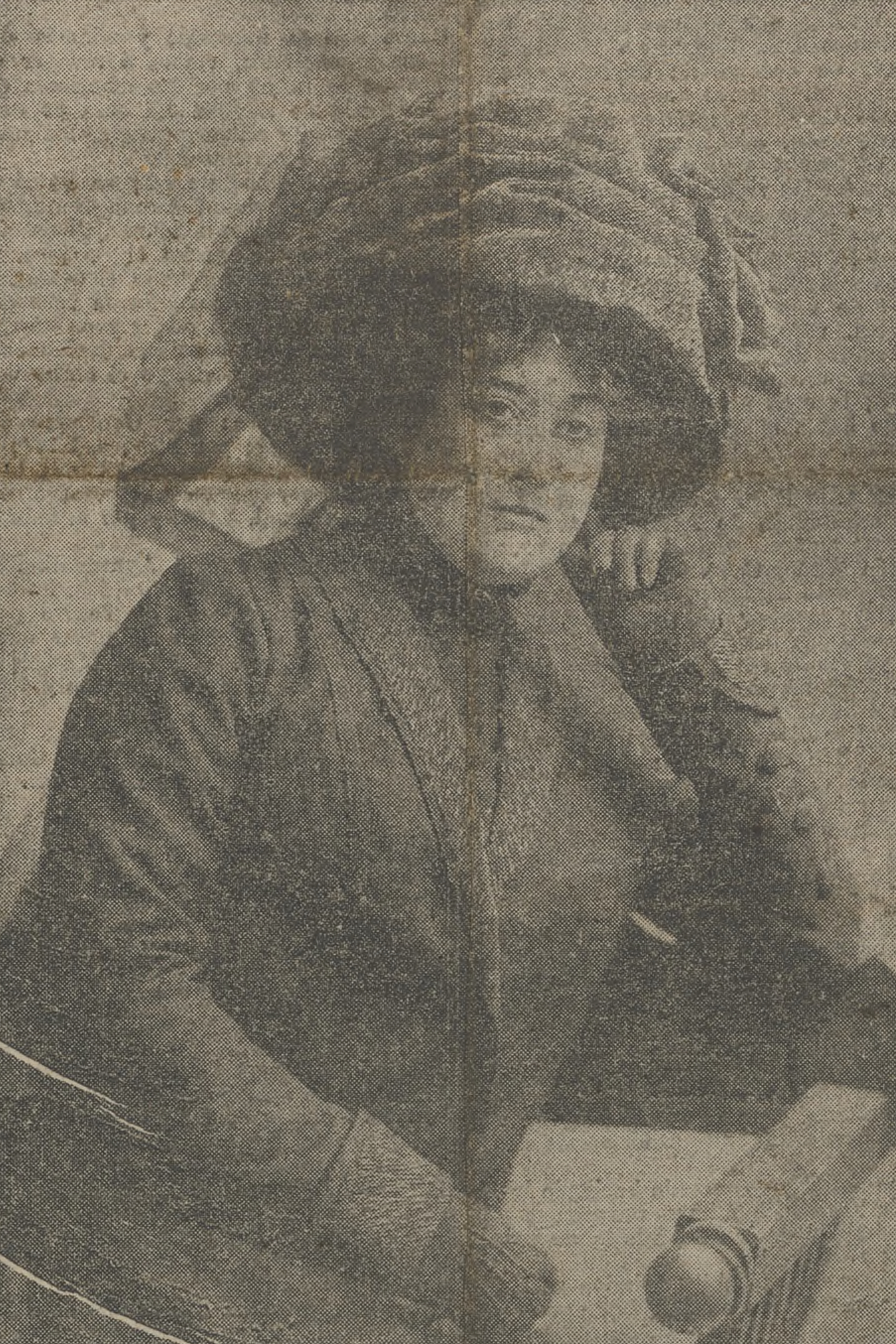
Retrato de Soledad Villafranca publicado en noviembre de 1909

Tras el atentado, ella, Ferrer y otros miembros de la Escuela fueron acusados de cómplices, Francisco Ferrer fue arrestado, juzgado y encarcelado. Liberado en julio de 1907 Ferrer, y como protesta por la actitud policial gubernamental, la pareja hizo una gira propagandística por varios países de Europa para dar a conocer la pedagogía de la Escuela Moderna, experiencia que repitieron por Andalucía en 1909 haciendo propaganda anarquista. Ese mismo año, Soledad se vio de nuevo acusada de complicidad tras la Semana Trágica. En agosto fue desterrada con su madre y sus hermanos a Alcañiz, y más tarde a Teruel. Fusilado en Barcelona el 13 de octubre de 1909, Francisco Ferrer dejó a Soledad el legado de la Escuela Nueva de Mas Germinal, desde donde ella y sus seguidores continuaron reivindicando la memoria y la obra del pedagogo libertario y librepensador español.
De nuevo, en 1913, se vio involucrada, al parecer sin pruebas, como instigadora del atentado que el anarquista aragonés Manuel Pardiñas llevó a cabo contra José Canalejas, y que produjo la muerte del presidente del Consejo de Ministros de Alfonso XIII.
En 1914 contrajo matrimonio con el empresario alemán Karl Woessner, muy respetado en la cámara de comercio de Barcelona, viviendo desde entonces una apacible vida en el ámbito de la burguesía catalana. Durante la guerra civil española el matrimonio se trasladó a Colonia. Derrotada la República, Soledad y su marido regresaron a Barcelona, donde ella murió en 1949.